# Titanatemnus serrulatus
Titanatemnus serrulatus är en spindeldjursart som beskrevs av Beier 1932. Titanatemnus serrulatus ingår i släktet Titanatemnus och familjen Atemnidae. Inga underarter finns listade i Catalogue of Life.